# Gran Ciudad De El Tigre
El Área metropolitana de El Tigre o también Conocida Como Gran Ciudad De El Tigre es una Área metropolitana en Venezuela en el Sur de El Estado Anzoátegui, Está Área metropolitana es muy importante porque el petróleo que hay en la Faja petrolífera del Orinoco es muy importante para la Economía de Venezuela, Está Área metropolitana está conformada por 3 ciudades como El Tigre, San José de Guanipa y San Tomé.

## Clima
El Clima de El Área metropolitana es el Tropical Húmedo De Sabana con unas temperaturas muy bajas, en la Temporada de Lluvia suele llover bastante tiempo.

## Ciudades
. El Tigre
. San José de Guanipa
. San Tomé

## Avenidas
Avenidas de El Tigre
. Avenida Jesús Subero
. Avenida España
. Avenida Peñalver
. Avenida Winston Churchill
. Avenida Intercomunal
. Avenida Francisco de Miranda
. Avenida 5 de Julio
. Avenida Rotaria
Avenidas de San José de Guanipa
. Avenida Fernández Padilla
. Avenida Mariño
Avenidas de San Tomé
. Avenida Aeropuerto
. Avenida Bolívar

## División Política Territorial Administrativa
El Área metropolitana está conformada por 3 ciudades y son El Tigre, San José de Guanipa y San Tomé el Área metropolitana también conforman parroquias de una de las Ciudades y son El Caris, La Aventazon, Los Caños, Las Mercedes y La Guapera.

## Parroquias
| Parroquia           | Ciudad              | Partido           | Municipio           |
| ------------------- | ------------------- | ----------------- | ------------------- |
| El Caris            | El Tigre            | Primero Venezuela | Simón Rodríguez     |
| La Aventazon        | El Tigre            | Primero Venezuela | Simón Rodríguez     |
| Anzoátegui          | San José de Guanipa | PSUV              | Guanipa             |
| Las Mercedes        | El Tigre            | Primero Venezuela | Simón Rodríguez     |
| La Guapera          | El Tigre            | Primero Venezuela | Simón Rodríguez     |
| Tigre               | San José de Guanipa | PSUV              | Guanipa             |
| Los Caños           | El Tigre            | Primero Venezuela | Simón Rodríguez     |
| San Tomé De Bolívar | San Tomé            | PSUV              | Pedro María Freites |
| Jesús               | San Tomé            | PSUV              | Pedro María Freites |